# Chhaimale
Chhaimale (nep. छैमले) – gaun wikas samiti w środkowej części Nepalu w strefie Bagmati w dystrykcie Katmandu. Według nepalskiego spisu powszechnego z 2001 roku liczył on 824 gospodarstw domowych i 4142 mieszkańców (2145 kobiet i 1997 mężczyzn).